# Буеверов, Алексей Матвеевич
Алексей Матвеевич Буеверов (4 [17] марта 1901, Самарканд — 1970, Москва) — советский государственный деятель.

## Биография
Родился в городе Самарканде Самаркандского уезда Самаркандской области Туркестанского генерал-губернаторства. Отец — из крестьян, столяр.
Член РКП(б) c 1923 года.
- 1912—1918 гг. — учился в Самаркандском городском высшем-начальном училище, не закончил,
- 1917—1918 гг.— рядовой отряда Красной гвардии, г. Самарканд,
- 1918—1919 гг. — рядовой при штабе Самаркандского военного комиссариата,
- 1919—1920 гг. — помощник секретаря строевой части Самаркандского уездного военкомата,
- май-ноябрь 1920 г. — курсант Ташкентских артиллерийских курсов,
- январь-июль 1921 г. — состоит для поручений в управлении Самаркандского «коммунистического городка» (коммуны),
- 1921—1922 гг. — помощник адъютанта батальона 9-го стрелкового полка, г. Бухара,
- март—май 1922 г. — комендант штаба части особого назначения (ЧОН) Самаркандской области,
- 1922—1923 гг. — адъютант штаба части особого назначения (ЧОН) Самаркандской области,
- апрель—август 1923 г. — старший делопроизводитель штаба части особого назначения (ЧОН) Самаркандской области,
- 1923 — 1925 гг. — заведующий информацией (сектором информации) Организационного отдела Самаркандского облгоркома ВКП(б),
- 1925 г. — заведующий информацией (сектором) ОРГО Киргизского областного комитета ВКП(б),
- 1926—1927 гг. — инструктор ОРГО Киргизского обкома ВКП(б),
- 1927—1930 гг. — заведующий учётом (сектором учёта), заведующий учраспредом (учётно-распределительным сектором) Организационно-распределительного отдела Средне-Азиатского бюро ЦК ВКП(б),
- 1930—1933 гг. — студент Московского института цветных металлов и золота,
- 1933—1941 гг. — парторг ЦК ВКП(б) Приискового управления Удэгейского района Восточно-Сибирского края, секретарь парткома, парторг ЦК ВКП(б) Северо-Енисейского района, зав. советско-торговым отделом Красноярского крайкома ВКП(б),
- 1941—1944 гг. — председатель исполнительного комитета Красноярского краевого Совета депутатов трудящихся,
- 1944—1945 гг. — заместитель председателя Чкаловского (ныне Оренбургского) исполнительного комитета . Утверждён на XII-й сессии исполнительного комитета Чкаловского областного Совета I-го созыва 15—17 февраля 1944 года,
- 1945—1947 гг. — председатель исполнительного комитета Черкесского областного Совета депутатов трудящихся,
- 1947—1950 гг. — заместитель председателя  исполнительного комитета Ставропольского краевого Совета депутатов трудящихся,
- 1949—1950 гг. — учеба на Курсах переподготовки руководящих партийных и советских работников при ЦК КПСС,
- 1950—1952 гг. — председатель исполнительного комитета Курганского областного Совета депутатов трудящихся,
- 1952 г. — инспектор ЦК КПСС,
- март-сентябрь 1952 г. — председатель исполнительного комитета Кировского областного Совета депутатов трудящихся,
- 1952—1953 гг. — инспектор ЦК КПСС и учащийся Курсов переподготовки руководящих партийных и советских работников при ЦК КПСС,
- 1953—1956 гг. — председатель исполнительного комитета Вологодского областного Совета депутатов трудящихся.

Избирался депутатом Верховного Совета СССР 4-го созыва,
депутатом Верховного Совета РСФСР 3-го созыва по Лебяжьевскому избирательному округу.
Похоронен на Новодевичьем кладбище.

## Награды и звания
- Орден Ленина (1942)
- Орден Трудового Красного Знамени (1948)
- Медаль «За доблестный труд в Великой Отечественной войне 1941—1945 гг.»